# کاخ دروتنینگهلم

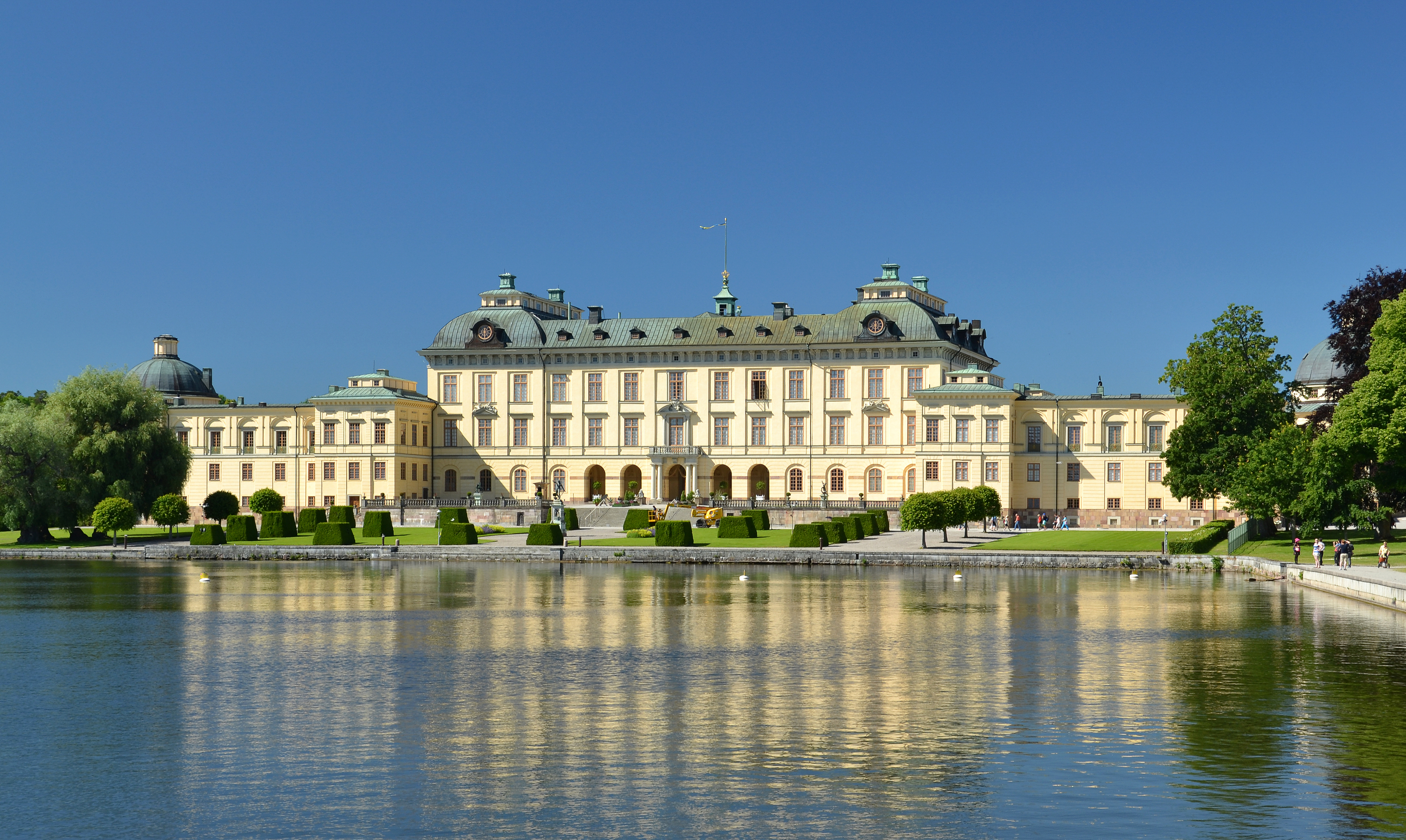
نگاره‌ای از ساختمان اصلی کاخ دروتنینگهلم.

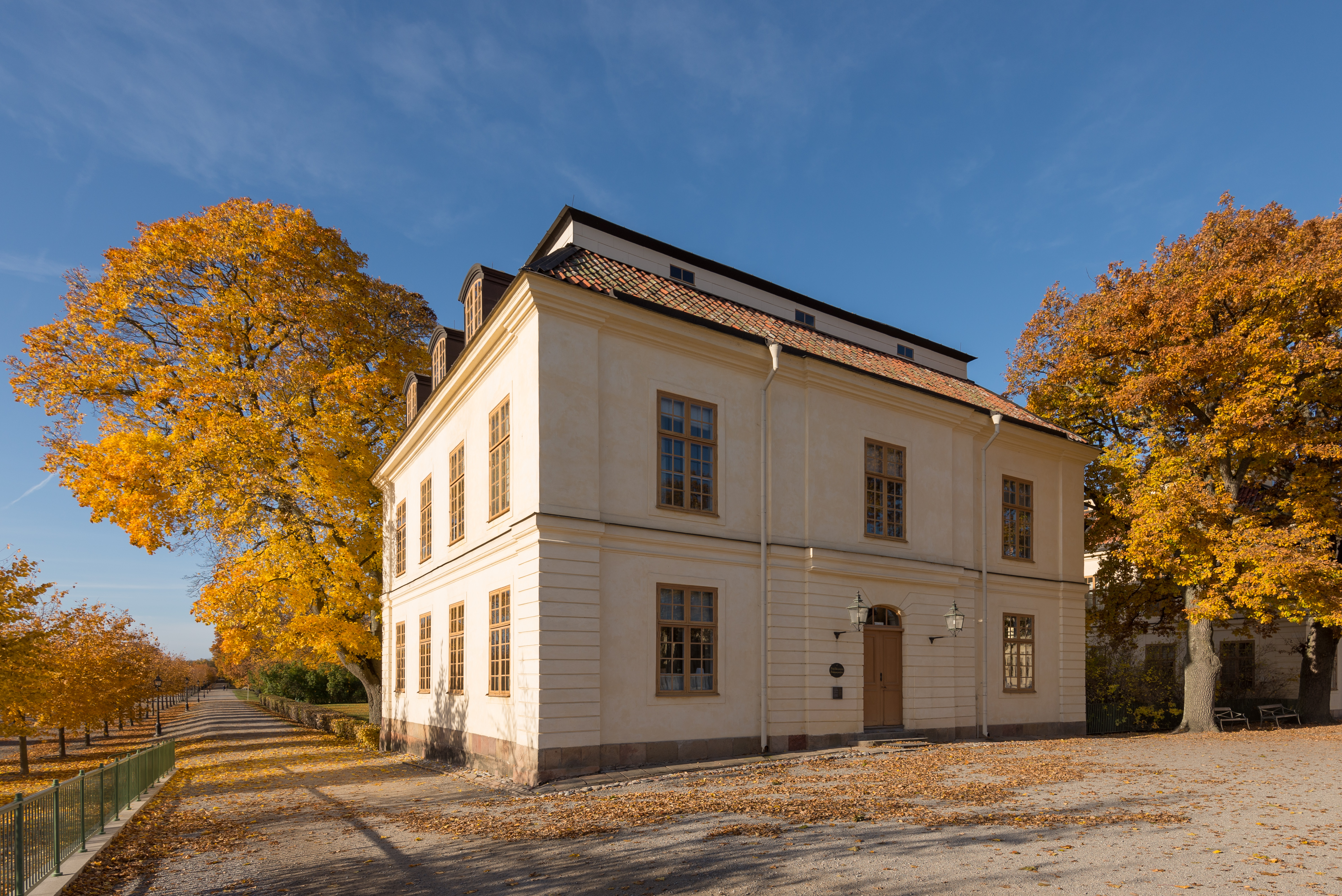
نگاره‌ای از پاویون اختصاصی ملکهٔ سوئد در کاخ دروتنینگهلم.

کاخ دروت‌نینگ‌هولم (به سوئدی: Drottningholms slott) محل زندگی خانوادهٔ سلطنتی سوئد است. کاخ دروتنینگهلم در جزیرهٔ لوان در حومهٔ استکهلم واقع شده‌است.
کاخ دروت‌نینگ‌هولم در سده هفدهم توسط آرشیتکت آلمانی نیکودموس تسین الدر ساخته‌شد. این کاخ در فهرست میراث جهانی یونسکو در سوئد ثبت شده‌است.
کاخ دروتنینگهولم تمام سال به روی عموم باز است، به جز اتاق‌های بال جنوبی که مختص خاندان سلطنتی است.